# John Brownjohn
John Nevil Maxwell Brownjohn (* 11. April 1929 in Rickmansworth, Hertfordshire; † 6. Januar 2020) war ein britischer Übersetzer und Drehbuchautor.

## Leben
Bereits während seines Studiums (Germanistik) begann Brownjohn erste Texte aus dem Deutschen zu übersetzen. Nach erfolgreichem Abschluss machte er sich als freier Übersetzer selbstständig und übersetzte im Laufe der Jahre mehr als 150 Werke. 
Ende der 1980er-Jahre lernte Brownjohn den Regisseur Roman Polański kennen und arbeitete bei einigen Filmen – z. B. Tess oder Bitter Moon – mit ihm zusammen.

## Filmografie (Auswahl)
- 1999: Die neun Pforten (The Ninth Gate)

## Auszeichnungen
- 1979 Schlegel-Tieck Prize für People and politics (Willy Brandt)
- 1993 Schlegel-Tieck Prize für Infanta (Bodo Kirchhoff)
- 1993 Schlegel-Tieck Prize für The swedish cavalier (Leo Perutz)
- 1998 Helen-und-Kurt-Wolff-Übersetzerpreis für The Karnau Tapes (Marcel Beyer)
- 1998 Schlegel-Tieck Prize für Heroes like us (Thomas Brussig)
- 1998 Helen-und-Kurt-Wolff-Übersetzerpreis für Heroes like us (Thomas Brussig)[4]

## Werke (Auswahl)
Für Erwachsene
- Frank Arnau: The Art of the Faker (Kunst der Fälscher)
- Marcel Beyer: The Karnau Tapes (Flughunde)
- Willy Brandt: People and Politics (Begegnungen und Einsichten)
- Thomas Brussig: Heroes Like Us (Helden wie wir)
- Lothar-Günther Buchheim: The Boat (Das Boot)
- Thomas Glavinic: Night Work (Die Arbeit der Nacht)
- Martin Gregor-Dellin: Richard Wagner (Richard Wagner)
- Bodo Kirchhoff: Infanta (Infanta)
- Hans Hellmut Kirst: The Night of the Generals (Die Nacht der Generale)
- Georg Klein: Libidissi (Libidissi)
- Leo Perutz: The Swedish Cavalier (Der schwedische Reiter)
- Sven Regener: Berlin Blues (Herr Lehmann)
- Alain Claude Sulzer: A Perfect Waiter (Ein perfekter Kellner)

Für Kinder
- Walter Moers: The City of Dreaming Books (Die Stadt der Träumenden Bücher)
- Walter Moers: A Wild Ride Through the Night (Wilde Reise durch die Nacht)
- Dietlof Reiche: The Golden Hamster Saga (Freddy)

1. I, Freddy (Freddy, ein wildes Hamsterleben)
2. Freddy in Peril (Freddy, ein Hamster lebt gefährlich)
3. Freddy To The Rescue (Freddy, ein Hamster greift ein)
4. The Haunting of Freddy (Freddy und die Frettchen des Schreckens)
5. Freddy's Final Quest (Freddy, ein Hamster ist verliebt)